# Calliandra dendroidea
Calliandra dendroidea là một loài thực vật có hoa trong họ Đậu. Loài này được Renvoize miêu tả khoa học đầu tiên.